# سلوبودانكا توفيتش
سلوبودانكا توفيتش مواليد 19 سبتمبر 1977 في نوفي ساد، جمهورية يوغوسلافيا الاشتراكية الاتحادية، هي لاعبة كرة سلة صربية سابقة. بدأت مسيرتها الاحترافية في سنة 1987. اعتزلت اللعب في 2009.

## المسيرة الاحترافية
لعبت مع فينيكس ميركوري من سنة 2001 إلى 2004، ثم لعبت مع نادي بورجيز لكرة السلة للسيدات في موسم 2002–2003، ثم لعبت مع نادي سكيو لكرة السلة للسيدات في موسم 2003–2004.

## روابط خارجية
- سلوبودانكا توفيتش على موقع الاتحاد الدولي لكرة السلة (الإنجليزية)
- سلوبودانكا توفيتش على موقع الاتحاد الدولي لكرة السلة (الإنجليزية)
- سلوبودانكا توفيتش على موقع الاتحاد الوطني لكرة السلة النسائية (الإنجليزية)
- سلوبودانكا توفيتش على موقع كرة السلة الأوروبية.كوم (الإنجليزية)
- سلوبودانكا توفيتش على موقع بروبوليرز (الإنجليزية)
- سلوبودانكا توفيتش على موقع سبورتس رفرنس (الإنجليزية)